# Roche-d’Agoux
Roche-d’Agoux település Franciaországban, Puy-de-Dôme megyében. Lakosainak száma 114 fő (2022. január 1.). Roche-d’Agoux Bussières, Charensat, Espinasse, Saint-Maurice-près-Pionsat és Vergheas községekkel határos.

## Népesség
A település népessége az elmúlt években az alábbi módon változott:
| Lakosok száma | 97   | 103  | 105  | 105  | 108  | 110  | 110  | 112  | 114  |
|               | 2013 | 2015 | 2016 | 2017 | 2018 | 2019 | 2020 | 2021 | 2022 |